# Interbrotica
Interbrotica is een geslacht van kevers uit de familie bladkevers (Chrysomelidae).
De wetenschappelijke naam van het geslacht werd in 1965 gepubliceerd door Bechyne & Bechyne.

## Soorten
- Interbrotica desiderata Bechyne & Bechyne, 1965